# En rouge
En rouge è l'album di debutto del girl group svizzero Tears, pubblicato il 24 aprile 2002 su etichette discografiche Cheyenne Media, Tresor Entertainment e Pleasure Productions, facenti parte del gruppo della Universal Music Schweiz.

## Tracce
1. M.U.S.I.C. – 2:50 (Donald Fact, Frank Lio, N-Dee, Sergio Fertitta)
2. This Is Who I Am – 3:18 (Johan Åberg, Paul Rein)
3. Sex – 3:24 (Mark Smith, Maxim Nucci)
4. Mr. Nobody – 3:21 (Christian Geller, Thomas Anders)
5. Girls Get Going – 3:12 (Andy Love, Marc Z, Sven Volkerson)
6. Dreamin' – 3:26 (Max Spalleck)
7. In the Night – 4:17 (Alexander Seidl, Roland Spremberg)
8. Hear My Story – 3:16 (George Samuelson, Michael Lundh, Quint Starkie)
9. Gonna Take You Home – 4:08 (Andy Love, Marc Z, Sven Volkerson)
10. Peek-a-Boo – 3:14 (Alexander Seidl, Rick Mitra, Roland Spremberg)
11. Love @ 1st Sight – 3:24 (Hendrik Eilers, Senait)
12. I Tattoo You – 3:22 (Sergio Fertitta)
13. Ça plane pour moi – 3:21 (Yves Maurice Lacomblez, Lou Deprijck)

## Classifiche
| Classifica (2002) | Posizione massima |
| ----------------- | ----------------- |
| Svizzera          | 8                 |